# Aaron Tippin
Aaron Tippin (n. Pensacola, Florida; 3 de julio de 1958) es un cantante y compositor de música country estadounidense.

## Discografía
- 1991 – You've Got to Stand for Something
- 1992 – Read Between the Lines
- 1993 – Call of the Wild
- 1994 – Lookin' Back at Myself
- 1995 – Tool Box
- 1998 – What This Country Needs
- 2000 – People Like Us
- 2002 – Stars & Stripes
- 2009 – In Overdrive